# Bryan Rust
Bryan Rust (né le 11 mai 1992  à Pontiac, dans le Michigan aux États-Unis) est un joueur professionnel américain de hockey sur glace qui évolue au poste d'ailier droit.

## Biographie
Après avoir joué en 2007-2008 avec une équipe mineure de Détroit, Rust fait ses débuts au sein de l'United States National Development Team en 2008-2009. En avril 2010, il participe avec l'équipe des États-Unis au championnat du monde moins de 18 ans qui se joue à Babrouïsk et Minsk en Biélorussie. L'équipe américaine se classe deuxième de son groupe lors du premier tour et doit jouer un tour préliminaire des phases finales. Ils parviennent malgré tout à battre leurs adversaires pour jouer la finale contre la Suède. Rust et les américains en sortent victorieux sur le score de 3-1. Rust compte six points en sept rencontres.
Deux mois plus tard, il est sélectionné par les Penguins de Pittsburgh lors du repêchage d'entrée de la Ligue nationale de hockey de 2010. Il ne rejoint pas pour autant l'organisation des Penguins mais, à la place, il poursuit ses études à l'Université Notre-Dame-du-Lac à partir de 2010. Il joue alors dans le championnat universitaire avec les Fighting Irish pour quatre saisons pour 161 matchs et 97 points. En 2012-2013, son équipe remporte le titre de champion de la Central Collegiate Hockey Association.
Lors de la saison 2013-2014, il fait ses débuts dans la Ligue américaine de hockey avec les Penguins de Wilkes-Barre/Scranton et joue avec eux deux rencontres lors de la saison régulière et un de plus lors des séries éliminatoires de la Coupe Calder,. En effet le 1er avril 2014, il signe un contrat de deux saisons à deux niveaux avec Pittsburgh, contrat lui permettant de jouer dans la LNH ou dans la LAH. Il commence la saison 2014-2015 dans la LAH mais participe également à une quinzaine de rencontres dans la LNH avec Pittsburgh.

## Statistiques

### En club
| Saison     | Équipe                                  | Ligue      |     | Saison régulière | Saison régulière | Saison régulière | Saison régulière | Saison régulière |    | Séries éliminatoires | Séries éliminatoires | Séries éliminatoires | Séries éliminatoires | Séries éliminatoires |
| Saison     | Équipe                                  | Ligue      | PJ  | B                | A                | Pts              | Pun              | PJ               | B  | A                    | Pts                  | Pun                  |                      |                      |
| 2008-2009  | United States National Development Team | NAHL       | 42  | 6                | 9                | 15               | 18               | -                | -  | -                    | -                    | -                    |                      |                      |
| 2009-2010  | United States National Development Team | USHL       | 27  | 10               | 13               | 23               | 6                | -                | -  | -                    | -                    | -                    |                      |                      |
| 2010-2011  | Fighting Irish de Notre Dame            | CCHA       | 40  | 6                | 13               | 19               | 4                | -                | -  | -                    | -                    | -                    |                      |                      |
| 2011-2012  | Fighting Irish de Notre Dame            | CCHA       | 40  | 5                | 6                | 11               | 14               | -                | -  | -                    | -                    | -                    |                      |                      |
| 2012-2013  | Fighting Irish de Notre Dame            | CCHA       | 41  | 15               | 19               | 34               | 4                | -                | -  | -                    | -                    | -                    |                      |                      |
| 2013-2014  | Fighting Irish de Notre Dame            | HE         | 40  | 17               | 16               | 33               | 12               | -                | -  | -                    | -                    | -                    |                      |                      |
| 2013-2014  | Penguins de Wilkes-Barre/Scranton       | LAH        | 2   | 0                | 0                | 0                | 0                | 1                | 0  | 0                    | 0                    | 0                    |                      |                      |
| 2014-2015  | Penguins de Wilkes-Barre/Scranton       | LAH        | 45  | 13               | 14               | 27               | 14               | 3                | 2  | 0                    | 2                    | 0                    |                      |                      |
| 2014-2015  | Penguins de Pittsburgh                  | LNH        | 14  | 1                | 1                | 2                | 4                | -                | -  | -                    | -                    | -                    |                      |                      |
| 2015-2016  | Penguins de Wilkes-Barre/Scranton       | LAH        | 16  | 3                | 3                | 6                | 2                | -                | -  | -                    | -                    | -                    |                      |                      |
| 2015-2016  | Penguins de Pittsburgh                  | LNH        | 41  | 4                | 7                | 11               | 12               | 23               | 6  | 3                    | 9                    | 6                    |                      |                      |
| 2016-2017  | Penguins de Pittsburgh                  | LNH        | 57  | 15               | 13               | 28               | 8                | 23               | 7  | 2                    | 9                    | 10                   |                      |                      |
| 2017-2018  | Penguins de Pittsburgh                  | LNH        | 69  | 13               | 25               | 38               | 26               | 12               | 3  | 0                    | 3                    | 4                    |                      |                      |
| 2018-2019  | Penguins de Pittsburgh                  | LNH        | 72  | 18               | 17               | 35               | 24               | 4                | 0  | 0                    | 0                    | 2                    |                      |                      |
| 2019-2020  | Penguins de Pittsburgh                  | LNH        | 55  | 27               | 29               | 56               | 30               | 4                | 1  | 2                    | 3                    | 2                    |                      |                      |
| 2020-2021  | Penguins de Pittsburgh                  | LNH        | 56  | 22               | 20               | 42               | 18               | 6                | 2  | 1                    | 3                    | 4                    |                      |                      |
| 2021-2022  | Penguins de Pittsburgh                  | LNH        | 60  | 24               | 34               | 58               | 14               | 7                | 2  | 6                    | 8                    | 4                    |                      |                      |
| 2022-2023  | Penguins de Pittsburgh                  | LNH        | 81  | 20               | 26               | 46               | 31               | -                | -  | -                    | -                    | -                    |                      |                      |
| 2023-2024  | Penguins de Pittsburgh                  | LNH        | 62  | 28               | 28               | 56               | 20               | -                | -  | -                    | -                    | -                    |                      |                      |
| Totaux LNH | Totaux LNH                              | Totaux LNH | 567 | 172              | 200              | 372              | 187              | 79               | 21 | 14                   | 35                   | 32                   |                      |                      |

### En équipe nationale
| Année | Équipe     | Compétition                          |   | PJ | B | A | Pts | Pun           |  | Résultat |
| 2010  | États-Unis | Championnat du monde moins de 18 ans | 7 | 4  | 2 | 6 | 4   | Médaille d'or |  |          |

## Trophées et honneurs personnels

### Ligue nationale de hockey
- 2015-2016 : vainqueur de la coupe Stanley avec les Penguins de Pittsburgh (1)
- 2016-2017 : vainqueur de la coupe Stanley avec les Penguins de Pittsburgh (2)